# Trichogramma manicobai
Trichogramma manicobai är en stekelart som beskrevs av Brun, Gomez de Moraes och Soares 1984. Trichogramma manicobai ingår i släktet Trichogramma och familjen hårstrimsteklar. Inga underarter finns listade i Catalogue of Life.